# Merzovics
Merzovics (horvátul: Mrzović, németül: Merschovitz) falu Horvátországban, Eszék-Baranya megyében. Közigazgatásilag Szemelcéhez tartozik.

## Fekvése
Eszéktől légvonalban 26, közúton 38 km-re délre, Diakovártól légvonalban 14, közúton 22 km-re keletre, községközpontjától légvonalban 6, közúton 9 km-re délkeletre, Szlavónia középső részén, a Diakovári síkon fekszik.

## Története
A település valószínűleg a török uralom idején keletkezett, de eredeti lakossága 1683-ban menekülésre kényszerült, amikor a Bécs ellen vonuló török sereg feldúlta. Ezután 1710-ig a falu helyén pusztaság volt. Ekkor Boszniából 12 pravoszláv szerb család települt be ide, de 1750-ig ők is elhagyták a települést és a környező, pravoszlávok lakta falvakba távoztak. Ezután Boszniából újabb katolikus és pravoszláv lakosság érkezett. 1758-ban már 39 lakott ház állt a településen és nem sokkal ezután Észak-Boszniából újabb horvát családokat telepített be a falu akkori földesura a diakovári püspök. A század végére a lakosság száma újból csökkent. 1802-ben mindössze 20 ház állt itt 181 lakossal.
Az első katonai felmérés térképén „Mersovics” néven található. Lipszky János 1808-ban Budán kiadott repertóriumában „Merzovich” néven szerepel. Nagy Lajos 1829-ben kiadott művében „Merzovich” néven 88 házzal, 513 katolikus és 31 ortodox vallású lakossal találjuk. A 19. század második felében 1860-tól Bácskából német családok települtek be lényegesen megváltoztatva a lakosság összetételét.
A településnek 1857-ben 513, 1910-ben 886 lakosa volt. Verőce vármegye Diakovári járásának része volt. Az 1910-es népszámlálás adatai szerint lakosságának 50%-a horvát, 49%-a német anyanyelvű volt. Az első világháború után 1918-ban az új szerb-horvát-szlovén állam, majd később (1929-ben) Jugoszlávia része lett. A partizánok 1944-ben elüldözték a német lakosságot, a helyükre a háború után az ország különböző részeiről érkezett horvátok települtek. 1991-től a független Horvátországhoz tartozik. 1991-ben lakosságának 96%-a horvát nemzetiségű volt. 2011-ben a falunak 603 lakosa volt.

## Lakossága
| Lakosság változása | Lakosság változása | Lakosság változása | Lakosság változása | Lakosság változása | Lakosság változása | Lakosság változása | Lakosság változása | Lakosság változása | Lakosság változása | Lakosság változása | Lakosság változása | Lakosság változása | Lakosság változása | Lakosság változása | Lakosság változása |
| ------------------ | ------------------ | ------------------ | ------------------ | ------------------ | ------------------ | ------------------ | ------------------ | ------------------ | ------------------ | ------------------ | ------------------ | ------------------ | ------------------ | ------------------ | ------------------ |
| 1857               | 1869               | 1880               | 1890               | 1900               | 1910               | 1921               | 1931               | 1948               | 1953               | 1961               | 1971               | 1981               | 1991               | 2001               | 2011               |
| 513                | 672                | 688                | 834                | 860                | 886                | 865                | 1.007              | 985                | 944                | 1.081              | 950                | 749                | 686                | 639                | 603                |

## Gazdaság
A helyi gazdaság alapja a mezőgazdaság, a gyümölcs- és szőlőtermesztés.

## Nevezetességei
Szent Borbála tiszteletére szentelt római katolikus temploma 1974-ben épült. A délszláv háború során megrongálódott, de a háború után helyreállították. A verbicei plébánia filiája.

## Oktatás
A településen a szemelcei „Josip Kozarac” elemi iskola alsó tagozatos területi iskolája működik.

## Sport
- NK „Naprijed” Mrzović labdarúgóklub.
- ŠRU „Som” Mrzović sporthorgász egyesület.

## Egyesületek
„Sunce” humanitárius egyesület